# Velen
Velen is een stad in de Duitse deelstaat Noordrijn-Westfalen, gelegen in Kreis Borken. De stad telt 13.112 inwoners (31 december 2020) op een oppervlakte van 70,55 km². Naburige steden zijn onder andere Ahaus, Borken en Gescher.

## Indeling van de gemeente

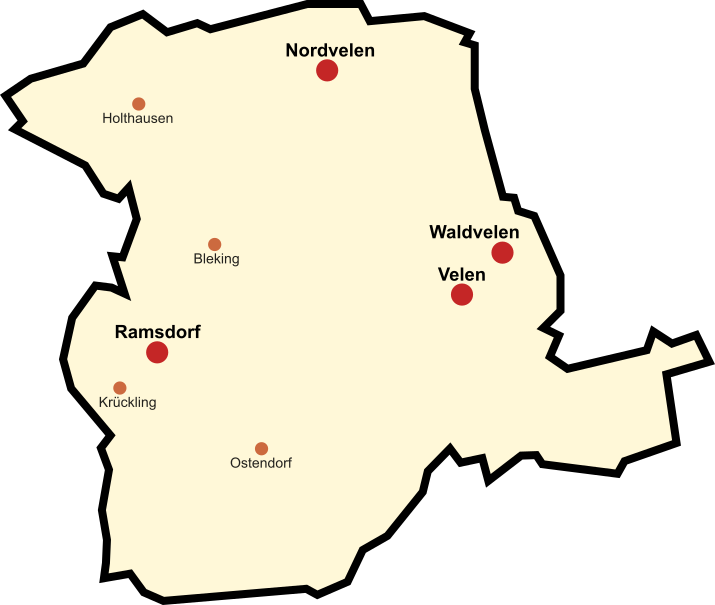
Ortsteile (rood) en gehuchten (oranje) in de gemeente Velen

Velen bestaat uit de in 1975 samengevoegde voormalige gemeentes Velen en Ramsdorf, als volgt nader onderverdeeld:
- Velen 
  - Nordvelen (tot 1969 een aparte gemeente)
  - Waldvelen (tot 1969 een aparte gemeente)

- Ramsdorf
  - gehuchten (Bauerschaften) Bleking, Holthausen, Ostendorf en Krückling (tot 1959 tezamen gemeente Kirchspiel (kerspel) Ramsdorf)

## Ligging, verkeer, vervoer

### Aangrenzende gemeenten
| Aangrenzende gemeenten | Aangrenzende gemeenten | Aangrenzende gemeenten | Aangrenzende gemeenten | Aangrenzende gemeenten |
| ---------------------- | ---------------------- | ---------------------- | ---------------------- | ---------------------- |
| Südlohn                |                        |                        |                        | Gescher                |
|                        |                        |                        |                        |                        |
|                        |                        |                        |                        |                        |
|                        |                        |                        |                        |                        |
| Borken                 |                        | Heiden                 |                        | Reken                  |

### Wegverkeer
Belangrijke wegen van en naar de gemeente:
- Autobahn A31 Oost-Friesland -Ruhrgebied  v.v. ( afrit 33 Gescher naar de B 525 of 34 Borken)
- Bundesstraße 525 vanuit de richting Winterswijk noordelijk langs de gemeente
- Bundesstraße 67 westelijk langs de gemeente

### Openbaar vervoer
Er rijdt een lijnbus van Velen en Ramsdorf naar Coesfeld v.v., ook in de nacht van zaterdag op zondag enige malen.  Openbaar vervoer ontbreekt in de gemeente verder geheel (situatie medio 2020). Men is aangewezen op gebruik van de fiets of op taxivervoer van of naar andere plaatsen in de omgeving dan Borken of Coesfeld, waar ook spoorwegstations zijn.

## Geschiedenis en economie
In 890 wordt Velen en rond 1050 wordt Ramsdorf voor het eerst in een document vermeld.
Ramsdorf ontwikkelde zich tot een stadje; in 1319 werden er, ten tijde van de Strijd om Bredevoort, privileges aan Ramsdorf verleend, in ieder geval marktrecht. Of de plaats toen volledig stadsrecht kreeg, is onder historici omstreden. De Ramsdorfers zelf beschouwen zich in ieder geval als inwoners van een stadje. Het eerste kasteel van Ramsdorf dateert van 1425.
De gemeente was tot 1803 nagenoeg ononderbroken in de macht van het Prinsbisdom Münster, wat de overwegend katholieke gezindheid van de christenen in de gemeente verklaart.
Velen was residentie van de Heren van Velen, oorspronkelijk ministerialen van de Münsterse bisschoppen, maar in de loop der eeuwen uitgegroeid tot een ook buiten de directe omgeving van Velen  zeer invloedrijk adellijk geslacht.
Na de Napoleontische tijd deelde Velen de historische lotgevallen van het Koninkrijk Pruisen, en vanaf 1871 het Duitse Keizerrijk. De materiële schade ten gevolge van de Tweede Wereldoorlog bleef, met name in de plaats Velen, beperkt.
De bevolking van de gemeente leefde tot circa 1960 van de landbouw en de textielnijverheid (in de 20e eeuw was er textielindustrie gevestigd). In tijden van grote armoede, vooral de 19e eeuw, trokken vooral jonge mannen als seizoenarbeiders jaarlijks als hannekemaaiers naar o.a. Nederland. Ook emigreerden in de 19e en vroege 20e eeuw velen naar de Verenigde Staten. Tegenwoordig wonen er in Velen en Ramsdorf ook een aantal woonforensen met een werkkring in omliggende steden. In de gemeente worden drie moderne bedrijventerreinen ontwikkeld. Er zijn een aantal kleine en middelgrote bedrijven van lokaal of regionaal belang gevestigd.

## Bezienswaardigheden, natuurschoon, toerisme
- In Velen staat Kasteel Velen (Duits: Schloss Velen), een barokke waterburcht naar ontwerp van Johann Conrad Schlaun. Het kasteel is na een verwoestende brand in 1931 geheel in oude stijl herbouwd. Het gebouw doet dienst als conferentiecentrum en hotel (met veel sportfaciliteiten). Alleen de gasten van dit bedrijf kunnen het gebouw van binnen bekijken. Een gedeelte van het omliggende park, waaronder de voormalige Tiergarten (waar zich geen dierentuin bevindt) is voor iedereen toegankelijk. Een ander gedeelte is een golflinks.
- Tot de gemeente behoort ook de kasteelvrijheid Ramsdorf; in het uit 1732 daterende kasteel Ramsdorf is een streekmuseum gevestigd.
- Door Velen stroomt een beek, de Bocholter Aa. Langs de oevers van deze beek kan men enige aardige wandelingen maken.
- Ten zuiden van Velen, in de richting van Borken en Heiden, ligt een van west naar oost lopende heuvelrug, die bijna 5 km lang en gemiddeld 2 km breed is, en Die Berge genoemd wordt. Het hoogste punt hiervan, de Tannenbültenberg, is 107 meter boven zeeniveau. De heuvelrug, die voor meer dan de helft tot het grondgebied der gemeente Velen behoort, is tot 2006 ten dele militair oefenterrein  geweest, maar is daarna grotendeels tot natuurreservaat uitgeroepen. Er zijn hier een aantal wandelroutes uitgezet.

## Partnergemeenten
- Malliß, Mecklenburg-Vorpommern
- Długołęka, Polen

## Belangrijke personen in relatie tot de gemeente

### Geboren
- Klaus Balkenhol (*6 december 1939) voormalig dressuurruiter

### Overigen
- Hendrickje Stoffels (Bredevoort, 1626 – Amsterdam, juli 1663) levensgezellin van Rembrandt van Rijn, is volgens de meeste Duitse historici en één Nederlandse bron te Ramsdorf geboren.

## Afbeeldingen

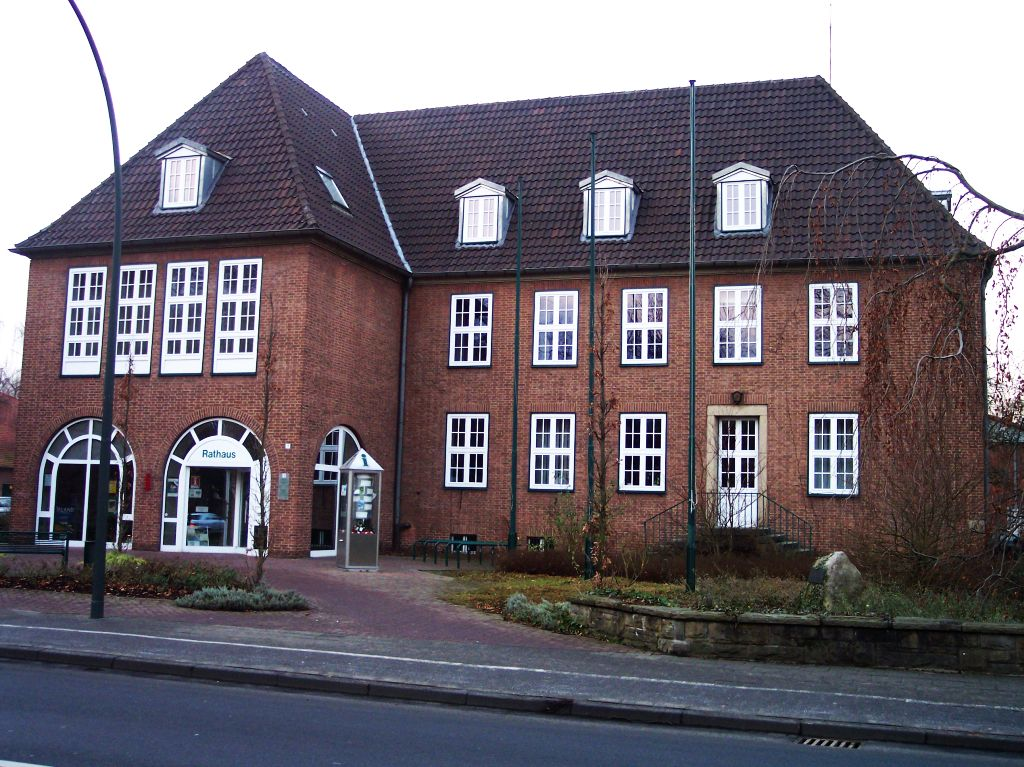
Gemeentehuis
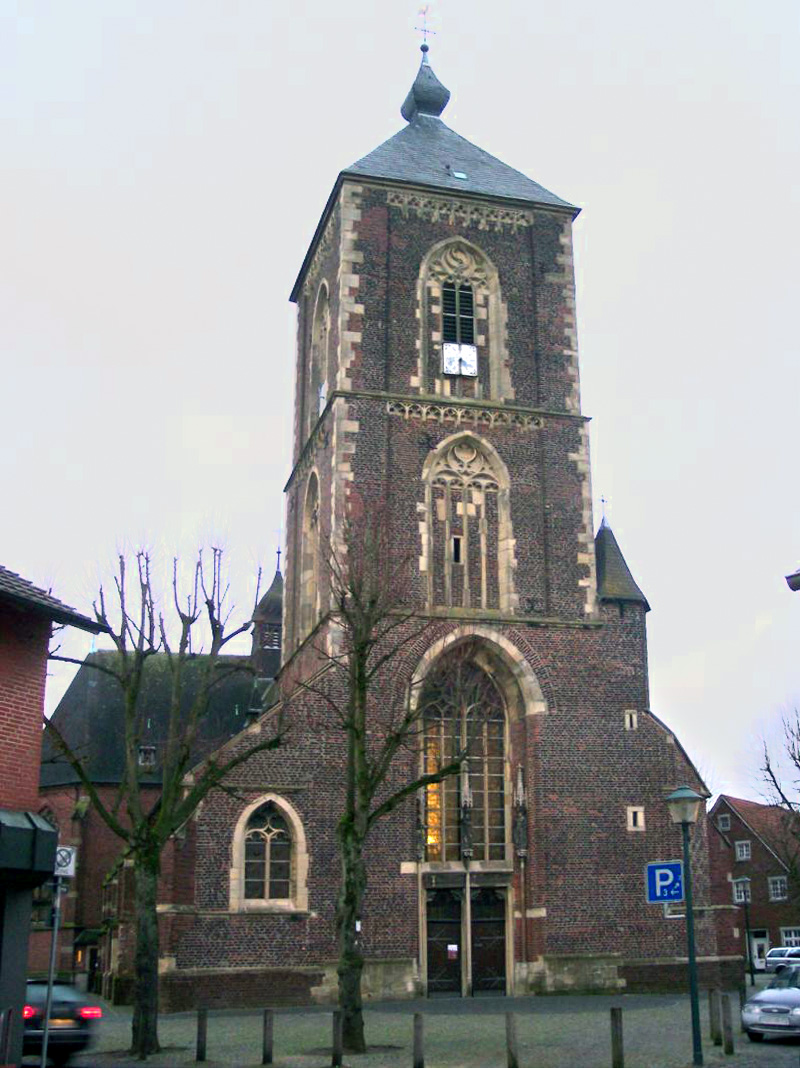
St. Walburgakerk, Ramsdorf
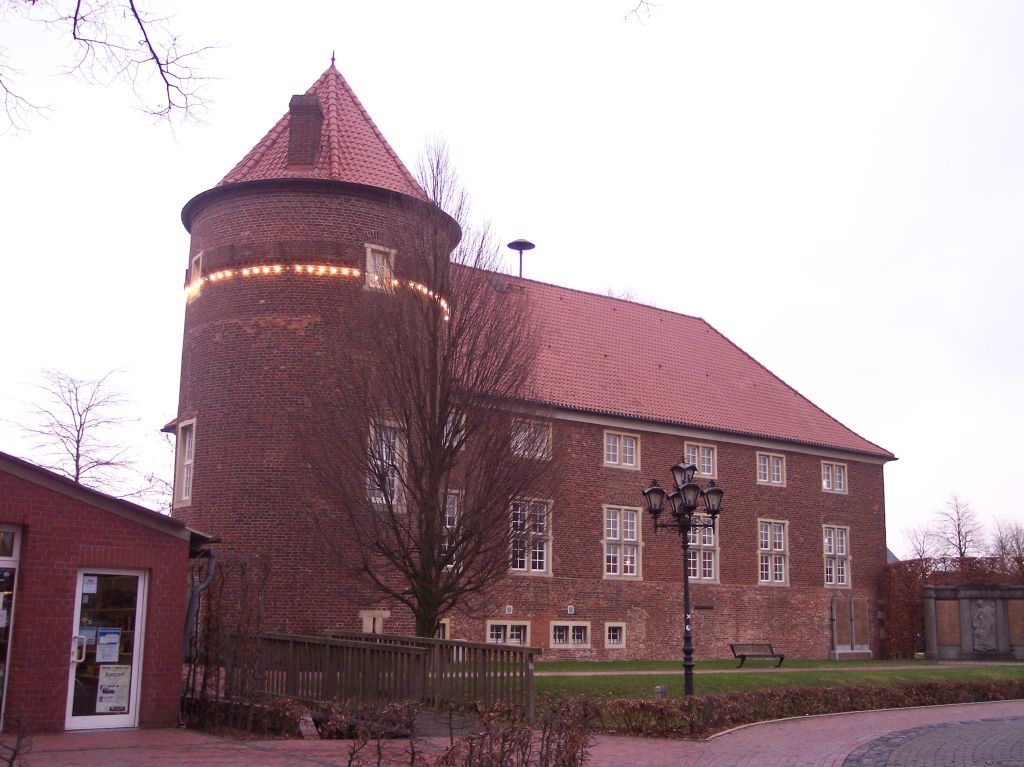
Kasteel Ramsdorf
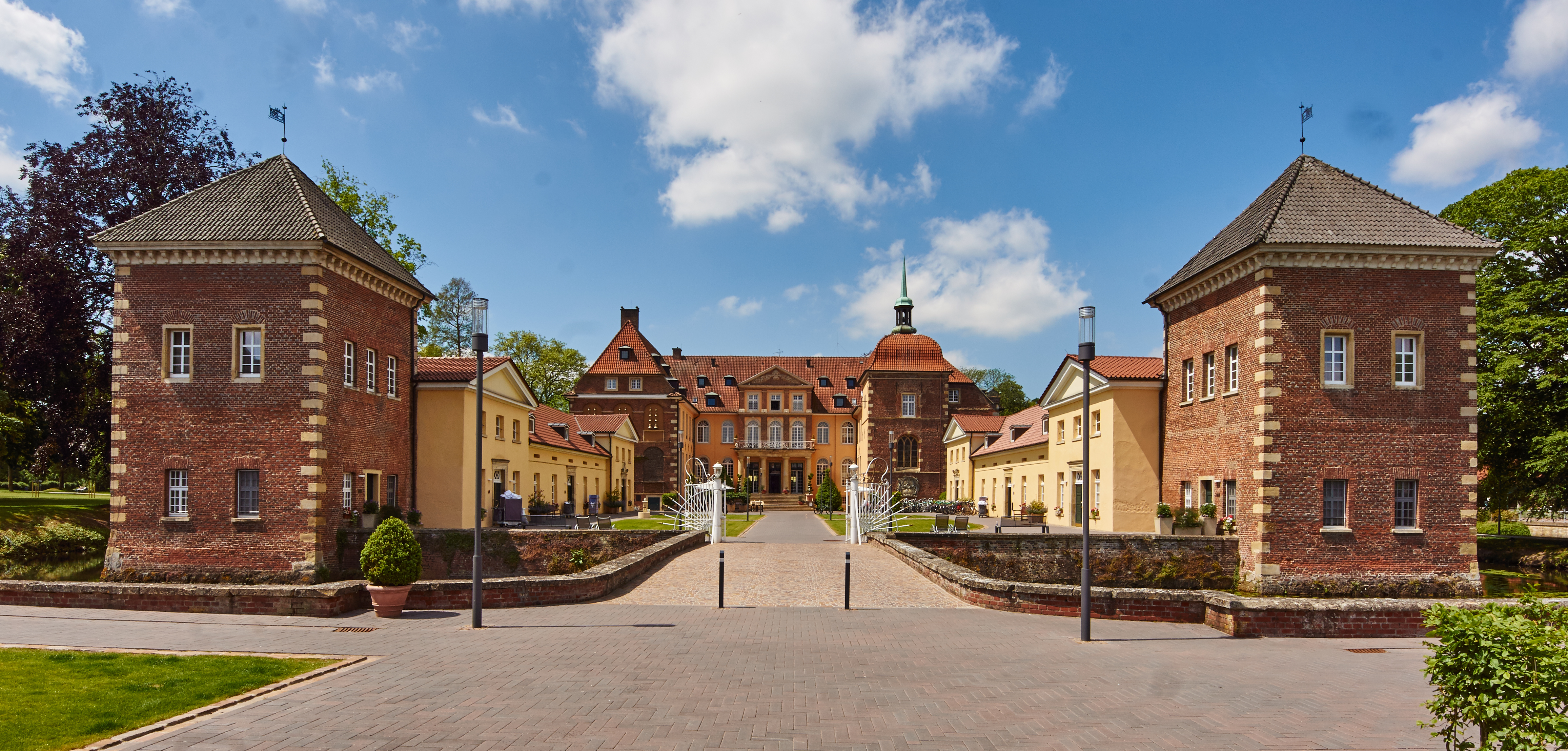
Kasteel Velen
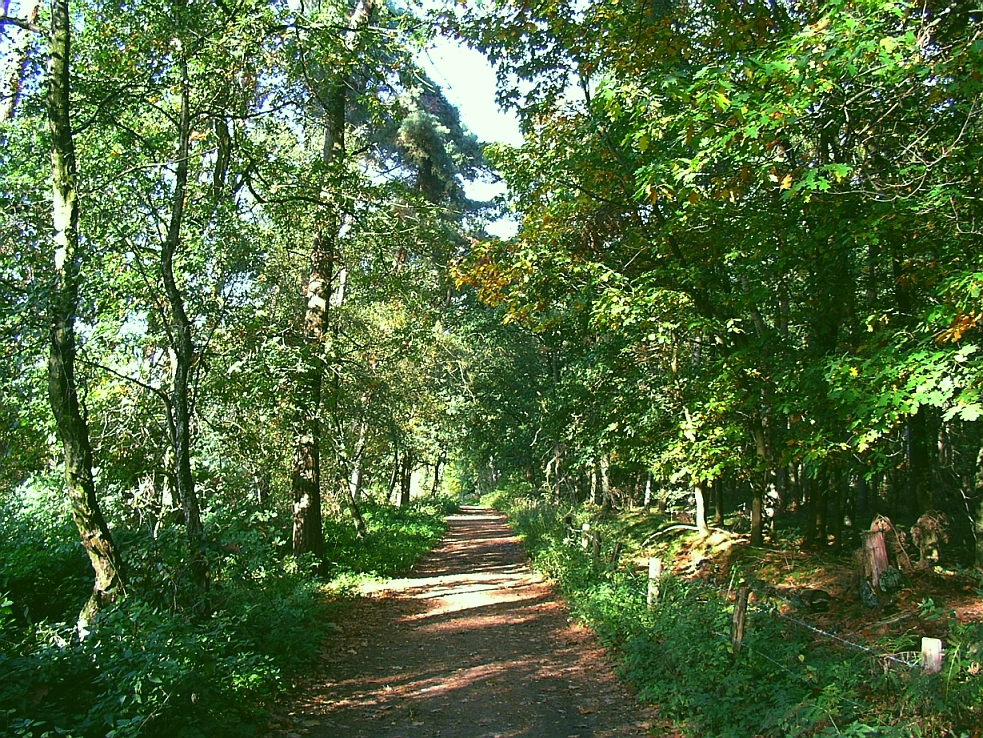
Bospad Die Berge

Ahaus · Bocholt · Borken ·
Gescher · Gronau · Heek · Heiden · Isselburg · Legden · Raesfeld · Reken · Rhede · Schöppingen · Stadtlohn · Südlohn · Velen · Vreden